# Hypsizygus
Hypsizygus is een geslacht van schimmels behorend tot de familie Lyophyllaceae. De typesoort is Hypsizygus tessulatus. De geslachtnaam is gepubliceerd door Rolf Singer in 1947.

## Soorten
Volgens Index Fungorum telt het geslacht vijf soorten (peildatum januari 2022):
| Soortnaam                       | Auteur(s)           | Publicatiejaar |
| ------------------------------- | ------------------- | -------------- |
| Hypsizygus elongatipes          | (Peck) H.E. Bigelow | 1976           |
| Hypsizygus ligustri             | Raithelh.           | 1974           |
| Hypsizygus marmoreus            | (Peck) H.E. Bigelow | 1976           |
| Hypsizygus tessulatus           | (Bull.) Singer      | 1947           |
| Hypsizygus ulmarius (Iepenzwam) | (Bull.) Redhead     | 1984           |